# Glympis eubolialis
Glympis eubolialis là một loài bướm đêm trong họ Erebidae.